# 川添哲夫
川添 哲夫（かわぞえ てつお、1950年〈昭和25年〉1月15日 - 1988年〈昭和63年〉3月24日）は、日本の剣道家。段位は教士七段。
上段の遣い手で、全日本剣道選手権大会優勝2回・準優勝1回・第三位3回、全国教職員剣道大会個人優勝5回、世界剣道選手権大会団体優勝1回などの戦績を残した。

## 経歴

### 生い立ち
高知県香美郡土佐山田町（現・香美市）生まれ。父は剣道範士八段・高知県剣道連盟副会長の川添恵美（かわぞえ めぐみ）。

### 中学・高校時代
高知中学校・高等学校で剣道に励み、高校2年・3年にはインターハイに出場。3年から上段の構えを執る。

### 大学時代
国士舘大学体育学部4年時の1971年、第19回全日本剣道選手権大会で初出場初優勝した。大学生で全日本選手権を制覇したのは川添が史上初であり、これは2014年の第62回全日本選手権で竹ノ内佑也（筑波大学）が川添と同じく初出場初優勝を果たすまで43年間現れなかった。また川添の初優勝時は21歳であったが、これは史上最年少タイの記録である（2014年現在）。

### 教師時代
大学卒業にあたり、東京に留まるよう周囲から随分と引き留められたが、故郷へ戻って高知学芸高等学校の体育教諭となる。剣道教育者になった理由として、父の川添恵美が東京高等師範学校体育科（現・筑波大学体育系）出身の高等教育の剣道教師であり、高知県の剣道教育に多大な貢献をしていた影響があると思われる。同年、2連覇をかけて出場した第20回全日本剣道選手権大会では、決勝戦で同じく上段の遣い手の千葉仁（東京）に22分18秒におよぶ接戦の末敗れ、準優勝に終わった。
1975年、第23回全日本剣道選手権大会で2回目の優勝。同年、国士舘大学の同窓で全日本女子剣道選手権大会3連覇の記録を持つ桑原永子と結婚。
1976年、第3回世界剣道選手権大会団体戦で優勝。

### 事故死
1988年3月24日、修学旅行の引率で訪れていた中華人民共和国上海で列車事故（上海列車事故）に巻き込まれて死亡した。享年38。

### 死後
2009年10月16日、故人として高知県スポーツの殿堂に入る。剣道家としては川崎善三郎に次いで2人目。父の川添恵美が代理で授与された。
妻の川添永子（旧姓：桑原）も剣道家であり、2008年まで高知学芸中学校・高等学校にて体育の教師をつとめた。